# Bouxières-aux-Chênes
Pour les articles homonymes, voir Bouxières.
Bouxières-aux-Chênes est une commune française située dans le département de Meurthe-et-Moselle en région Grand Est.

## Géographie

### Localisation
| - OpenStreetMap Limite communale |

Situé au nord-est de Nancy sur la route de Nomeny, le village de Bouxières-aux-Chênes est l'un des plus grands de Meurthe-et-Moselle par sa superficie d'environ 2 000 hectares. Placé idéalement sur le coteau est du plateau du Grand Couronné, il est resté agricole avec un développement urbain dans les années 1970. D'anciennes vignes côtoient des vergers de mirabelliers.
| Faulx                 | Montenoy, Leyr       | Armaucourt                  |
| Eulmont               | Bouxières-aux-Chênes | Lanfroicourt Bey-sur-Seille |
| Dommartin-sous-Amance | Laître-sous-Amance   | Brin-sur-Seille Amance      |

### Écarts et lieux dits
- Cheval Rouge.
- Écuelle.
- Moulins.
- La Candale. Une ferme fut créée en 1716 par Nicolas Raulin, conseiller à la cour ducale, et le lieu débaptisé en Léopoldvald, en l'honneur du duc Léopold 1er.
- Quercigny

### Hydrographie
La commune est dans le bassin versant du Rhin au sein du bassin Rhin-Meuse. Elle est drainée par le ruisseau de Gencey, le ruisseau de Moncel, le ruisseau des Étangs, le ruisseau Rupt du Bois et le Rupt de Voidoncourt,.

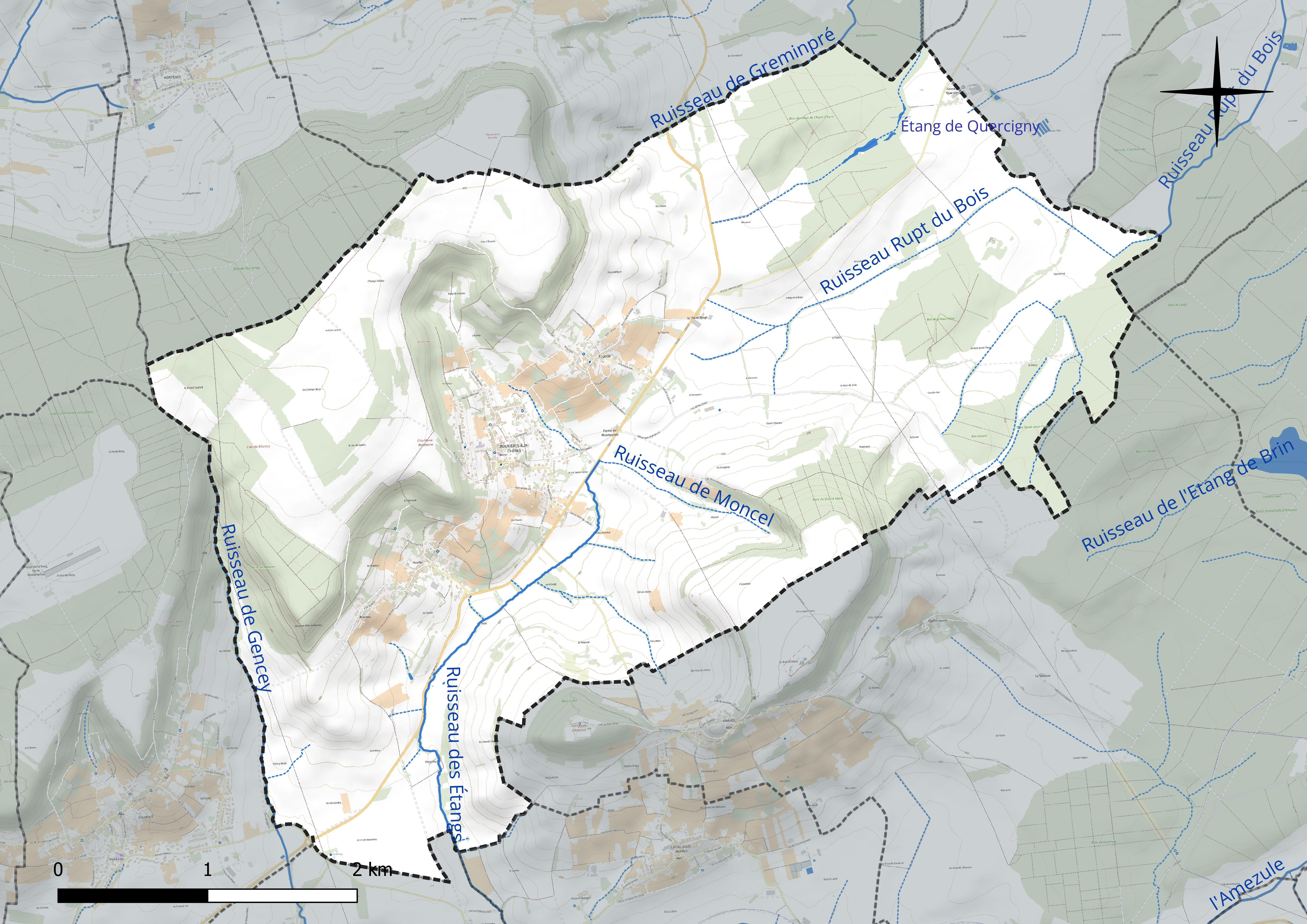
Réseau hydrographique de Bouxières-aux-Chênes.

Un plan d'eau complète le réseau hydrographique : l'étang de Quercigny (0,1 ha),.

### Climat
Pour des articles plus généraux, voir Climat du Grand Est et Climat de Meurthe-et-Moselle.
En 2010, le climat de la commune est de type climat des marges montargnardes, selon une étude du Centre national de la recherche scientifique s'appuyant sur une série de données couvrant la période 1971-2000. En 2020, Météo-France publie une typologie des climats de la France métropolitaine dans laquelle la commune est exposée à un climat semi-continental et est dans la région climatique Lorraine, plateau de Langres, Morvan, caractérisée par un hiver rude (1,5 °C), des vents modérés et des brouillards fréquents en automne et hiver.
Pour la période 1971-2000, la température annuelle moyenne est de 9,7 °C, avec une amplitude thermique annuelle de 17 °C. Le cumul annuel moyen de précipitations est de 842 mm, avec 12,3 jours de précipitations en janvier et 9,4 jours en juillet. Pour la période 1991-2020, la température moyenne annuelle observée sur la station météorologique de Météo-France la plus proche, « Nancy-Essey », sur la commune de Tomblaine à 10 km à vol d'oiseau, est de 11,0 °C et le cumul annuel moyen de précipitations est de 746,3 mm. 
La température maximale relevée sur cette station est de 40,1 °C, atteinte le 24 juillet 2019 ; la température minimale est de −24,8 °C, atteinte le 21 février 1956,,.
Les paramètres climatiques de la commune ont été estimés pour le milieu du siècle (2041-2070) selon différents scénarios d'émission de gaz à effet de serre à partir des nouvelles projections climatiques de référence DRIAS-2020. Ils sont consultables sur un site dédié publié par Météo-France en novembre 2022.

## Urbanisme

### Typologie
Au 1er janvier 2024, Bouxières-aux-Chênes est catégorisée bourg rural, selon la nouvelle grille communale de densité à sept niveaux définie par l'Insee en 2022.
Elle est située hors unité urbaine. Par ailleurs la commune fait partie de l'aire d'attraction de Nancy, dont elle est une commune de la couronne,. Cette aire, qui regroupe 353 communes, est catégorisée dans les aires de 200 000 à moins de 700 000 habitants,.

### Occupation des sols
L'occupation des sols de la commune, telle qu'elle ressort de la base de données européenne d’occupation biophysique des sols Corine Land Cover (CLC), est marquée par l'importance des territoires agricoles (69,8 % en 2018), en diminution par rapport à 1990 (72,4 %). La répartition détaillée en 2018 est la suivante : 
terres arables (34,2 %), prairies (27,6 %), forêts (25,8 %), cultures permanentes (6,3 %), zones urbanisées (4,4 %), zones agricoles hétérogènes (1,6 %). L'évolution de l’occupation des sols de la commune et de ses infrastructures peut être observée sur les différentes représentations cartographiques du territoire : la carte de Cassini (XVIIIe siècle), la carte d'état-major (1820-1866) et les cartes ou photos aériennes de l'IGN pour la période actuelle (1950 à aujourd'hui).

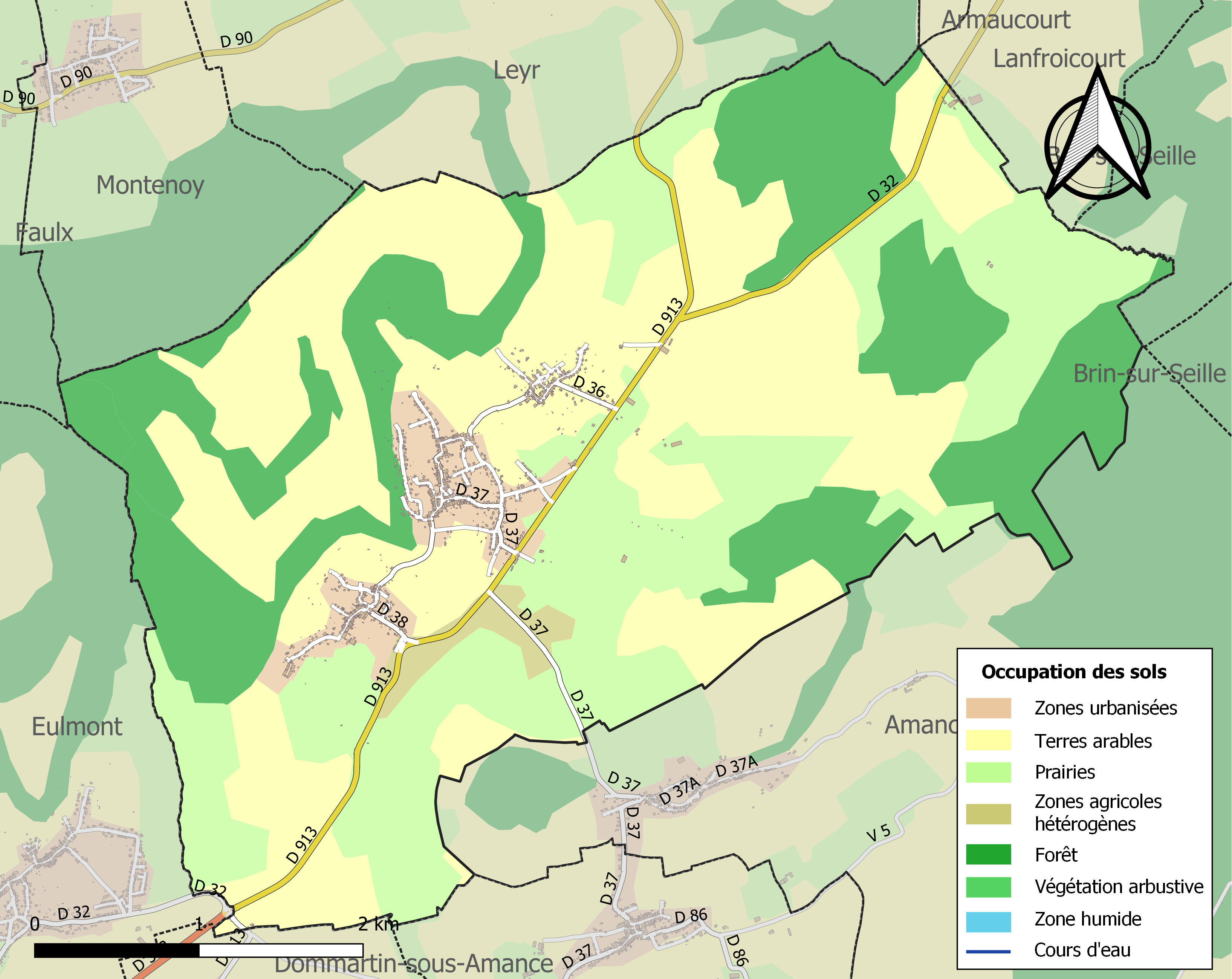
Carte des infrastructures et de l'occupation des sols de la commune en 2018 (CLC).

## Toponymie
Le nom de la localité est attesté sous les formes Busseriæ majores (960) ; Buxeriæ majores (977) ; Boxeriæ (1162) ; Buxeriæ subter Amantiam (1249) ; Le fiey de Boxères-desor-Amance (1276) ; Buxières-desouz-Amance (1290) ; Grand-Buxières-dessus-Amance (1341) ; Grand-Bouxières (1471) ; Bouxières-la-Grande (1540) ; Pagus de Buxeriis ad quercum (1710).
Le nom de Bouxières est issu du bas latin buxaria (de buxus « buis »), avec le suffixe -aria. Il désignait donc un lieu planté de buis.

## Histoire
Histoire écrite par Lepage en 1843 et 1853 : 

« Il est fait mention de Bouxières (Buxeriœ Majores) dans la confirmation des biens et des privilèges de l’abbaye de Saint-Pierre de Metz par l’empereur Othon II, le 11 mai 967.

Ce village est appelé Buxeriæ subter Amanciam. dans une lettre donnée par le duc Mathieu, en 1249, pour l’abbaye de Clairlieu. (Abb[1]. de Clairlieu.)

Le village de Bouxières-aux-Chênes, nommé anciennement Bouxières-sous-Amance et Grand-Bouxières, est mentionné pour la première fois dans des titres qui remontent au XIIIe siècle, bien que son origine doive être beaucoup plus ancienne. En 1276, Henri de Vaudémont échange avec le duc Ferri III le fief de Bouxières-sous-Amance, qu’Erard de Vendières, seigneur d’Autrey, tenait de lui en fief et hommage. En 1294, ce fief fut de nouveau échangé, par le duc de Lorraine, avec Vautrin de Rosières, contre ce que ce seigneur possédait ès ville et saline de Rosières. Enfin, en 1457, le duc Jean engagea la moitié des villes, terres et seigneurie de Bouxières pour prix de l’acquisition qu’il avait faite, sur Isabelle de Nancy, veuve d’Henri de Lenoncourt, des ville, terre et seigneurie de St.-Dizier devant Nancy. Le duc Jean, dès l’an 1448, avait octroyé aux habitants de Bouxières des chartes, qui furent confirmées par le duc Antoine en 1508. On y voit que leur taille était fixée à 80 livres, plus un droit particulier, appelé l’Orme de Nancy, duquel étaient exempts les maire, échevins, clercs tonsurés et gens de noble lignée. Le maire et la justice du ban et de la ville de Bouxières avaient toute connaissance sur le fait de la justice haute, moyenne et basse, sur toutes amendes, épaves et forfaits. Les habitants étaient tenus de suivre la bannière d’Amance quand elle était mandée pour les affaires du duc, sur la réquisition du prévôt de cette ville et ceux qui manquaient à l’appel étaient passibles d’une amende. Il parait, d’après la charte dont nous parlons, que les gens et la justice de Bouxières avaient coutume, depuis un temps immémorial, « d’aller quérir leur premier appel de plaid et jugement au lieu de Vendières. » Cette servitude fut abolie, et les appels durent se porter devant la justice de Nancy. La cure de Bouxières fut unie à la collégiale St-Georges de Nancy par Hector d’Ailly, évêque de Toul, qui commença à siéger en 1524. »

Bouxières-aux-Chênes est composé de trois principaux hameaux : Moulin avec le prieuré de Blanzey, Bouxières et Ecuelle avec le Château. Sur la commune de Bouxières-aux-Chênes, en haut du hameau de Moulins, il y a Blanzey avec la chapelle Sainte-Agathe, ancienne ferme des ducs de Lorraine devenue un prieuré au XIIe siècle par l'abbaye prémontrée de Sainte-Marie-au-Bois, construite à côté du site probable d'une ancienne villa gallo-romaine appelée Blanca.
Le hameau de Moulins qui en dépend, appelé autrefois Molendinum, était un village assez important, uni à l’abbaye Sainte-Marie de Pont-à-Mousson et qui avait pour patron saint Hilaire ; le duc de Lorraine en était également seigneur. La ferme de Blanzey était un prieuré du nom de Sainte-Agathe et qui appartenait à la mense de l’abbaye de Sainte-Marie. Les ducs de Lorraine en avaient fait auparavant le chenil de leurs meutes de chasse, mais la duchesse Berthe le donna, avec les terres qui en dépendaient, à l’abbaye de Sainte-Marie, dans le XIIe siècle. Le hameau de Moulins doit son nom aux nombreux moulins qui profitaient du ruisseau puissant qui traverse le hameau et qui bénéficie d'un débit constant toute l'année et de la forte pente à cet endroit pour moudre le grain. Il reste quelque rare exemplaire de cette architecture transformée en maisons d'habitations.
Bouxières-aux-Chênes doit son nom au terme ancien signifiant Buisson, en latin Buxieræ, est un ancien village. Il dépendait autrefois de la seigneurie d’Amance et fut probablement bâti par quelque chevalier de ce nom. Il passa ensuite aux ducs de Lorraine, suivait les coutumes de la province et répondait au parlement de Nancy, bailliage de Nomeny.
Au centre de Bouxières-aux-Chênes se trouve un lavoir qui a été sauvé de la destruction et rénové par l'équipe du maire Bertrand Hirtz dans les années 1980 et qui est maintenant[Quand ?] classé. Un magnifique cadastre napoléonien de Bouxiéres, sauvé de la destruction à la même période, se trouve dans les archives de la commune.
L'église ancienne de Bouxières se situait à la place du cimetière actuel. Elle fut déclarée en ruine vers 1780. La nouvelle église, bombardée du 4 au 12 septembre durant la bataille du Grand Couronné fut reconstruite en 1923-1924 au centre du village.
Pendant la guerre de 1870, les Uhlans (lanciers de la cavalerie allemande) firent des passages de nuit sur la route départementale pour provoquer la garnison de Nancy et effrayer les populations.
Bouxières-aux-Chênes fut en 1914 au centre du dispositif de défense de Nancy et les combats firent rage dans  ce secteur durant la bataille du Grand-Couronné (début septembre 1914). De nombreuses destructions ont eu lieu à la suite des bombardements, comme en témoignent les cartes postales de l'époque.

## Politique et administration
| Période                                  | Période      | Identité          | Étiquette | Qualité |
| ---------------------------------------- | ------------ | ----------------- | --------- | ------- |
| Les données manquantes sont à compléter. |              |                   |           |         |
| mars 1977                                | mars 1983    | Cordari           |           |         |
| mars 1983                                | octobre 1986 | Bertrand Hirtz    |           |         |
| octobre 1986                             | mars 2001    | Jacques Chevalier |           |         |
| mars 2001                                | mars 2008    | Robert Renaux     |           |         |
| mars 2008                                | juin 2011    | Jacques Chevalier |           | Décès   |
| septembre 2011                           | 2014         | Audrey Donnot     |           |         |
| 2014                                     | mai 2020     | Claudyne Claude   |           |         |
| 28 mai 2020                              | En cours     | Philippe Voinson  |           |         |

Bertrand Hirtz a été élu en 1983 à l'âge de 29 ans. Il fut le plus jeune maire de Meurthe-et-Moselle. Il démissionna en 1986 pour des raisons professionnelles. Il a été de nouveau élu de 2001 à 2008 en Alsace comme conseiller municipal à Schiltigheim, 2e plus grande ville du Bas-Rhin avec 30 000 habitants.
Jacques Chevalier a été tout d'abord conseiller à Bouxières-aux-Chênes sous le mandat Cordary en 1978, il démissionna en 1981 mais revint en 1983 en tant que 1er adjoint aux côtés de Bertrand Hirtz. Il fut élu maire en 1986, réélu en 1989 et 1995 jusqu'en 2001. Se laissant du répit, en raison de sa maladie, le temps d'un mandat, il fut réélu maire de la commune en 2008. Décédé le 23 juin 2011, il a été remplacé par sa fille Audrey Donnot le 10 septembre 2011.

## Population et société

### Démographie
L'évolution du nombre d'habitants est connue à travers les recensements de la population effectués dans la commune depuis 1793. Pour les communes de moins de 10 000 habitants, une enquête de recensement portant sur toute la population est réalisée tous les cinq ans, les populations de référence des années intermédiaires étant quant à elles estimées par interpolation ou extrapolation. Pour la commune, le premier recensement exhaustif entrant dans le cadre du nouveau dispositif a été réalisé en 2007.

En 2022, la commune comptait 1 412 habitants, en évolution de −0,77 % par rapport à 2016 (Meurthe-et-Moselle : −0,13 %, France hors Mayotte : +2,11 %).
| 1793  | 1800  | 1806  | 1821  | 1831  | 1836  | 1841  | 1846  | 1851  |
| ----- | ----- | ----- | ----- | ----- | ----- | ----- | ----- | ----- |
| 1 093 | 1 029 | 1 144 | 1 240 | 1 108 | 1 146 | 1 139 | 1 155 | 1 150 |

| 1856  | 1861  | 1872 | 1876 | 1881 | 1886 | 1891 | 1896 | 1901 |
| ----- | ----- | ---- | ---- | ---- | ---- | ---- | ---- | ---- |
| 1 040 | 1 038 | 983  | 964  | 938  | 905  | 847  | 836  | 916  |

| 1906 | 1911 | 1921 | 1926 | 1931 | 1936 | 1946 | 1954 | 1962 |
| ---- | ---- | ---- | ---- | ---- | ---- | ---- | ---- | ---- |
| 876  | 871  | 788  | 732  | 668  | 683  | 655  | 639  | 656  |

| 1968 | 1975  | 1982  | 1990  | 1999  | 2006  | 2007  | 2012  | 2017  |
| ---- | ----- | ----- | ----- | ----- | ----- | ----- | ----- | ----- |
| 780  | 1 002 | 1 293 | 1 284 | 1 312 | 1 373 | 1 382 | 1 424 | 1 422 |

| 2022  | - | - | - | - | - | - | - | - |
| ----- | - | - | - | - | - | - | - | - |
| 1 412 | - | - | - | - | - | - | - | - |

## Culture locale et patrimoine

### Lieux et monuments

#### Édifices civils
- Au centre de Bouxières-aux-Chênes se trouve un lavoir qui a été sauvé de la destruction et rénové par l'équipe de Bertrand Hirtz en 1984, qui est maintenant classé monument historique.
- Un magnifique cadastre napoléonien de Bouxières, sauvé de la destruction et restauré à la même période, se trouve dans les archives de la commune.

#### Édifices religieux

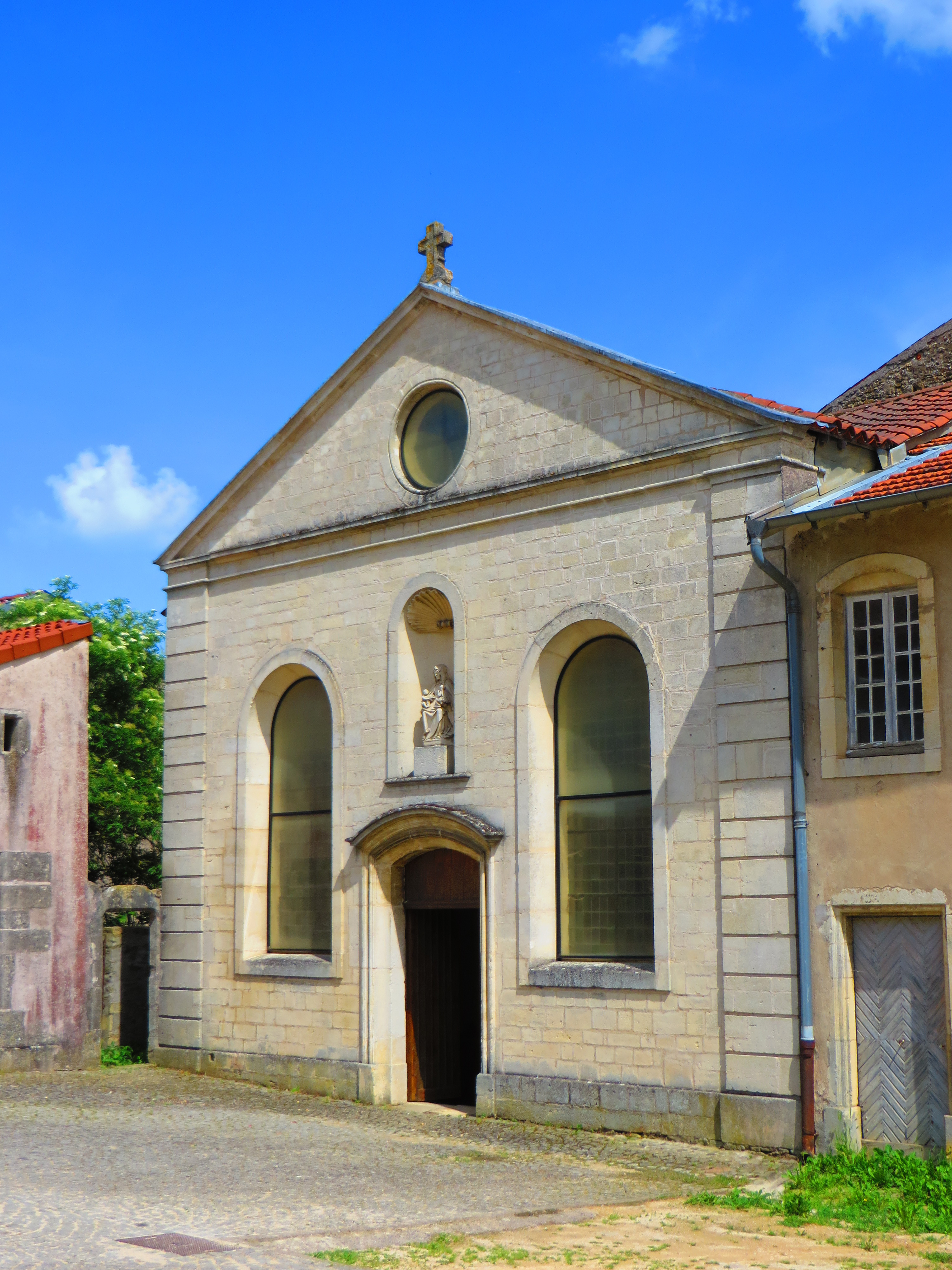
Chapelle Sainte-Agathe de Blanzey

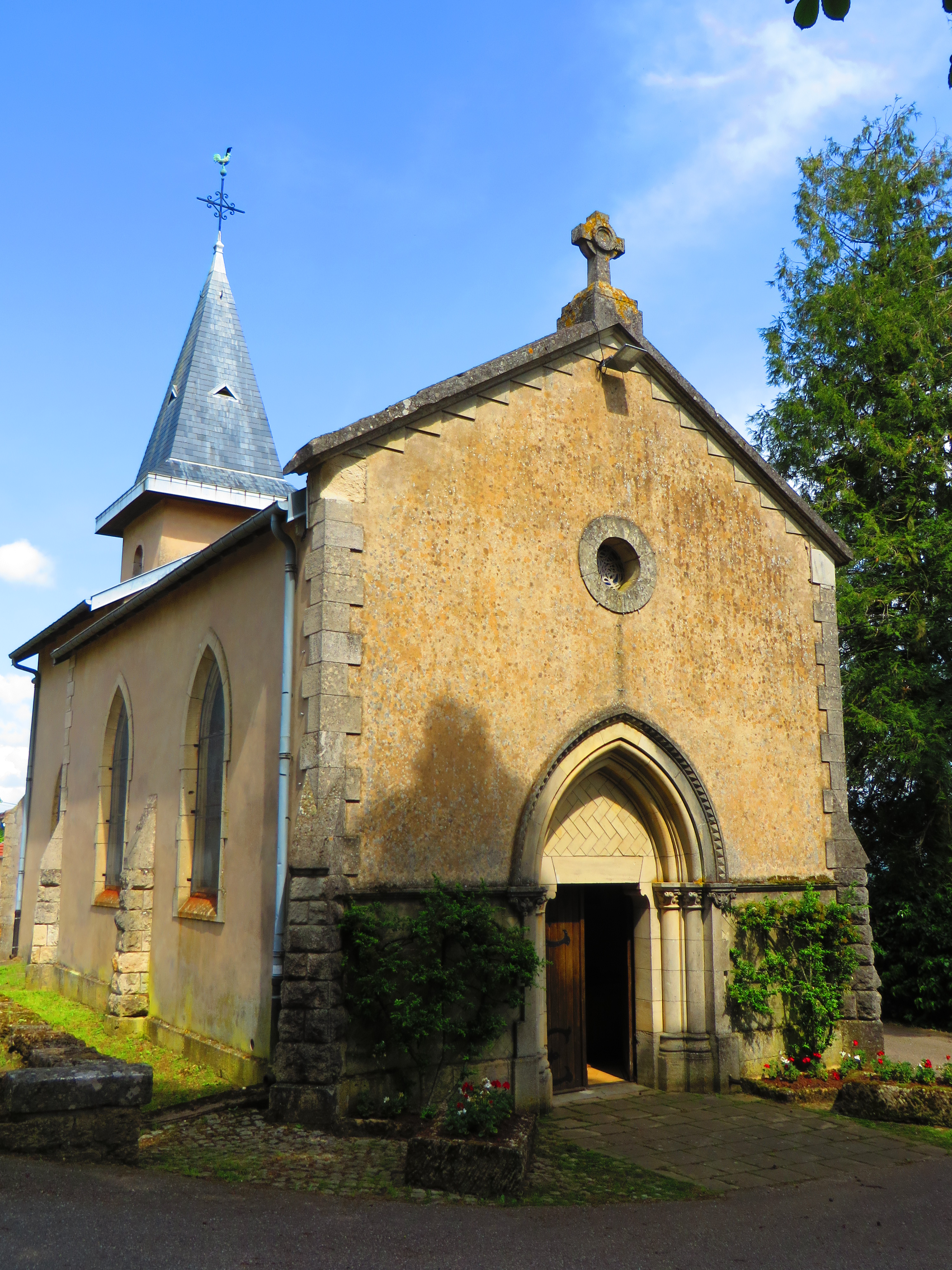
Chapelle Saint-Étienne de Écuelle

- Chapelle Sainte-Agathe de Blanzey XIIe siècle : chœur, abside et crypte inscrits au titre des monuments historiques par arrêté du 14 mai 1927[25] ; façade XVIIIe siècle, crypte XIIe siècle restaurée 1956, voûtée d'ogives ; chapiteaux à décor végétal, baies XVe siècle/XVIe siècle, statue XVIe siècle sur la façade, retable 1959.

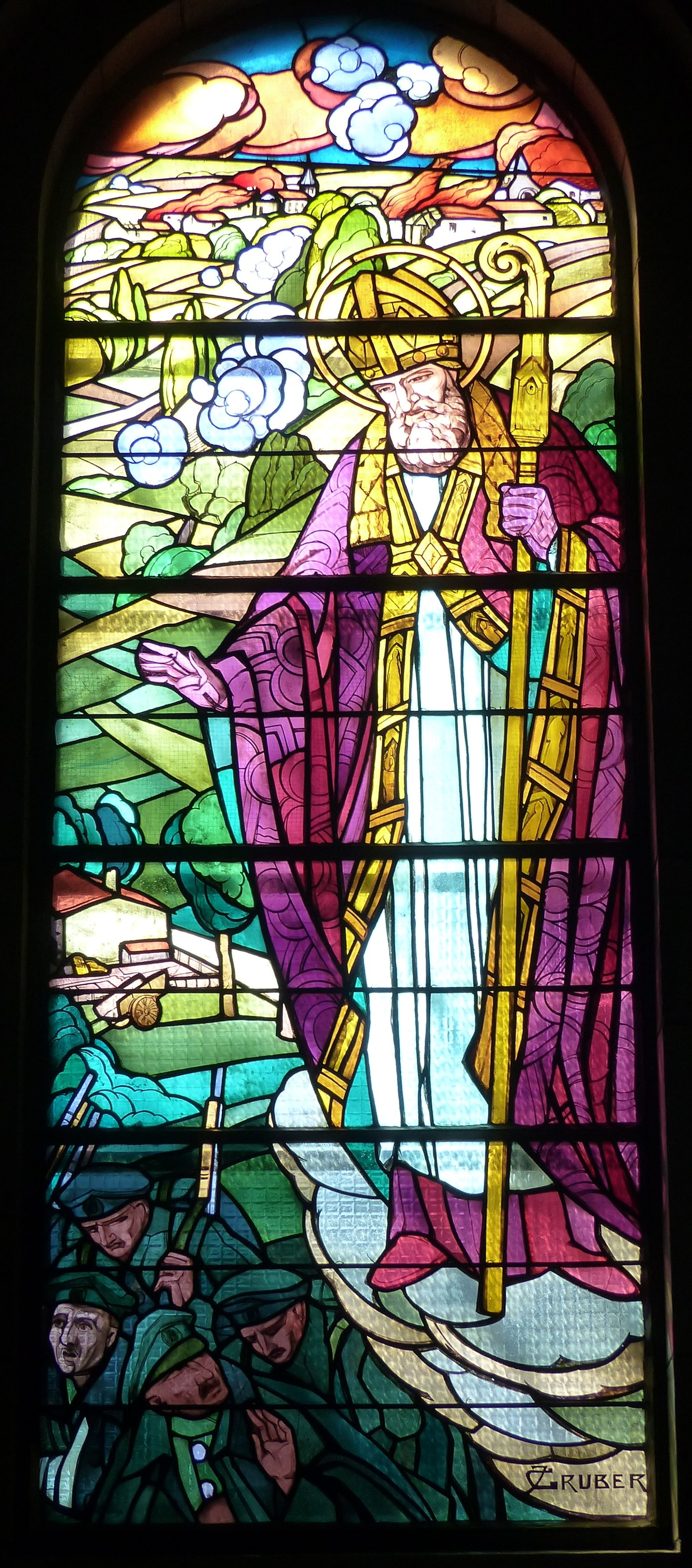
Saint-Nicolas arrêtant l'ennemi. Vitrail de Jacques Grüber. Vers 1926. Église Sainte-Madeleine.

- Saint-Nicolas arrêtant l'ennemi. Vitrail de Jacques Grüber. Vers 1926. Église Sainte-Madeleine.Église Sainte-Madeleine de Bouxières, détruite en 1914-1918, reconstruite en 1923-1924 sur les plans de l'architecte Alfred Thomas, de Nancy ; l'ancien édifice ayant été totalement détruit lors de la Première Guerre mondiale. La réalisation de l'ameublement intérieur est confiée à Jules Cayette[26] qui réalise le maître-autel en pierre et mosaïques (aujourd'hui disparu, ne subsiste que la porte du tabernacle et le médaillon à décor d'Agnus Dei, réinstallés dans le nouvel aménagement liturgique), les autels latéraux, la grille de communion (seuls subsistent les deux vantaux mobiles), les bancs de la nef à décor de feuilles de chêne (en rappel du nom de la commune), les fonts baptismaux, les tabourets et le fauteuil du célébrant, le meuble de rangement de la sacristie. Les vitraux sont signés de Jacques Grüber. Un vitrail représente Saint-Nicolas dans une posture inhabituelle: à la sortie du village, arrêtant l'ennemi avec sa main. Il illustre la bataille du Grand-Couronné en septembre 1914 où l'armée allemande fut stoppée à Bouxières-aux-Chênes. On y voit le ciel obscurci et rougi de nuages de fumées, deux villages embrasés, les volutes blancs des coups de canons; à gauche, l'auberge du Cheval Rouge, à la sortie de Bouxières vers Lanfroicourt; en bas, l'ennemi tapi et contenu. On remarque la précision du dessin des mains et du visage ainsi que l'harmonie des nuances de couleurs.
- Chapelle Saint-Étienne à Écuelle : tour XIIe siècle, chevet XVe siècle, nef XVIIIe siècle

### Personnalités liées à la commune
- Albert de Circourt (1709-1795), conseiller d'État en 1872 et historien.
- Joseph Gérard OMI (1831-1914), missionnaire dans l'actuel Lesotho, déclaré bienheureux en 1988.
- Henry Blahay (1869-1941), peintre lorrain.

### Héraldique, logotype et devise
| Blason de Bouxières-aux-Chênes | Blason  | D'or au chêne parti de sinople et de sable.      |
| Blason de Bouxières-aux-Chênes | Détails | Le statut officiel du blason reste à déterminer. |